# Kim Zmeskal
Kimberly Lynn „Kim“ Burdette (geborene Kimberly Lynn Zmeskal) (* 6. Februar 1976 in Houston, Texas) ist eine ehemalige US-amerikanische Turnerin. Sie war Weltmeisterin und Olympiadritte. Derzeit arbeitet sie als Trainerin und ist Miteigentümerin des Trainings- und Ausbildungszentrums Texas Dreams Gymnastics in Coppell, Texas.

## Karriere
Zmeskal trainierte schon in ihrer Kindheit mit Béla Károlyi, der eine heruntergekommene Turnhalle in der unmittelbaren Nachbarschaft von Zmeskals Familie in Houston gekauft und renoviert hatte. Dies gab Zmeskal die Gelegenheit, mit ihrem Idol Mary Lou Retton zusammen zu trainieren.
1989 wurde Zmeskal im Alter von 13 Jahren nationale Junioren-Meisterin. In den darauffolgenden Jahren (1990–92) wurde sie dreimal hintereinander US-Landesmeisterin im Mehrkampf.
Bei den Weltmeisterschaften 1991 in Indianapolis gewann sie als erste US-Amerikanerin überhaupt die Goldmedaille im Mehrkampf. Mit der Mannschaft gewann sie die Silbermedaille.
Nach dem erfolgreichen Abschneiden bei den Weltmeisterschaften hatten die Amerikaner große Hoffnungen für die Olympischen Spiele 1992 in Barcelona. Kim Zmeskal zierte die Titelseite der Zeitschriften Time und Newsweek, obwohl sie bei den Vorausscheidungen, den sogenannten Trials, der aufstrebenden Shannon Miller unterlegen war. Zmeskal enttäuschte allerdings an den Spielen. Sie konnte keine Einzelmedaille gewinnen, holte mit der Mannschaft jedoch die Bronzemedaille, wobei sie im Finale des Team-Wettbewerbs mit guten Übungen an allen Geräten gesamthaft die beste Leistung aller Teilnehmerinnen ablieferte (9.912 am Balken, 9.95 am Sprung, 9,9 am Stufenbarren und 9.925 am Boden, was ein Total von 39,687 ergab). Später wurde bekannt, dass Zmeskal kurz vor den Spielen eine Stressfraktur an ihrem Knöchel erlitten hatte.
Zmeskal versuchte 1996 erneut, sich für die Olympischen Spiele in Atlanta zu qualifizieren, musste dieses Vorhaben jedoch wegen eines Kreuzbandrisses, den sie während einer Bodenübung erlitten hatte, aufgeben. 1998 versuchte sie erneut ein Comeback, das ihr bei den US-Meisterschaften in Indianapolis mit einer ansprechenden Leistung auch gelang. Sie wurde daraufhin auch wieder für internationale Wettbewerbe nominiert und war im Gespräch für die Olympischen Spiele 2000. Ein Riss der Achillessehne zwang sie jedoch im Jahr 1999 dazu, ihre Karriere zu beenden.
2012 wurde Zmeskal in die International Gymnastics Hall of Fame aufgenommen.

## Privatleben
Im Jahr 1999 heiratete Zmeskal den Turntrainer Chris Burdette, den sie während eines Trainingscamps kennengelernt hatte. Sie heirateten auf der Ranch von Zmeskals langjährigem Trainer Karolyi und haben mittlerweile drei gemeinsame Kinder. Mit ihrem Mann zusammen eröffnete sie ein Trainings- und Ausbildungszentrum in Texas, in dem sie selbst als Trainerin arbeitet. Mehrere von ihr betreute Athletinnen haben es ins US-Nationalteam geschafft.